# División Nacional de Moldavia 2014-15
La Divizia Națională 2014-15 fue la 24ª temporada de la Divizia Națională, la máxima categoría de fútbol en Moldavia. La competición empezó en julio del 2014 y concluyó en mayo del 2015.
Esta edición la disputaron 11 equipos, 10 que participaron en la temporada anterior y uno proveniente de la Divizia A. El ascendido fue el FC Saxan Ceadir-Lunga, fundado en el 2009, y que participó por primera vez de un campeonato de esta categoría.
Durante el transcurso del campeonato, se produjo la deserción de dos clubes. El 20 de noviembre del 2014, el Costuleni se retiró de la liga; poco después, el 5 de diciembre, el Veris Chișinău confirmó también su salida. Sus resultados fueron anulados, y la liga concluyó con los 9 equipos restantes.
Milsami Orhei alcanzó su primer título en la liga después de vencer 2-1 en la última jornada al por entonces líder Dacia Chișinău.

## Sistema de competición
Los 11 equipos se enfrentaron bajo el sistema de todos contra todos en tres ocasiones. Los encuentros de la segunda rueda representaron los desquites de la primera, mientras que el calendario de la tercera parte fue armado sobre la base de las posiciones de los equipos una vez finalizada la segunda rueda. Al final de la temporada, el equipo que sumó la mayor cantidad de puntos fue declarado campeón, y obtuvo la clasificación a la segunda ronda previa de la Liga de Campeones de la UEFA 2015-16. Los equipos ubicados en la segunda y tercera posición accedieron a la primera ronda previa de la Liga Europa de la UEFA 2015-16 junto con el campeón de la Copa de Moldavia. Por otro lado, los clubes que ocuparon las últimas dos posiciones descendieron a la Divizia A.
Como a principio de temporada había once equipos en la categoría, estaba pautado que se jugasen 33 fechas en total. Sin embargo, con la salida de los clubes Costuleni y Veris Chișinău en pleno campeonato, solamente las dos primeras ruedas pudieron concretarse con sus correspondientes once fechas, mientras que en la última, ya con los nueve clubes definitivos, se disputaron nueve fechas. De esta forma, la cantidad de jornadas a jugar se redujo a 31, y no se produjeron descensos a través de la clasificación final.
La clasificación final se establecerá a partir de los puntos obtenidos en cada encuentro, otorgando tres por partido ganado, uno por empatado y ninguno en caso de derrota. Si al finalizar el campeonato dos o más equipos igualasen en puntos, los criterios para desempatar son los siguientes:
1. Mayor cantidad de puntos en los partidos entre los equipos implicados;
2. Mejor diferencia de goles en los partidos entre los equipos implicados;
3. Mayor cantidad de goles a favor en los partidos entre los equipos implicados;
4. Mejor diferencia de goles en toda la temporada;
5. Mayor cantidad de goles a favor en toda la temporada;
6. Mejor puntaje en la clasificación de Fair Play.

## Equipos participantes
| Club                 | Estadio                   | Capacidad |
| -------------------- | ------------------------- | --------- |
| Academia Chișinău    | Stadionul CPSN            | 2.000     |
| Costuleni            | Stadionul Sătesc          | 1.500     |
| Dacia Chișinău       | Stadionul Moldova         | 10.000    |
| Dinamo-Auto Tiraspol | Estadio Dinamo-Auto       | 1.300     |
| Milsami Orhei        | Complexul Sportiv Raional | 2.539     |
| Saxan                | Zentral Ceadir-Lunga      | 4.000     |
| Sheriff Tiraspol     | Sheriff Stadium           | 13.460    |
| Tiraspol             | Sheriff small Arena       | 8.000     |
| Veris Chișinău       | Stadionul CPSN            | 2.000     |
| Zaria Bălți          | Stadionul Orăşenesc       | 5.953     |
| Zimbru Chișinău      | Estadio Zimbru            | 10.500    |

## Tabla de posiciones
| Pos. | Equipo            | Pts. | PJ | G  | E | P  | GF | GC | Dif. | Clasificación 2015–16                                    |
| ---- | ----------------- | ---- | -- | -- | - | -- | -- | -- | ---- | -------------------------------------------------------- |
| 1    | Milsami Orhei (C) | 55   | 24 | 17 | 4 | 3  | 50 | 15 | +35  | Primera ronda de la Liga de Campeones 2015-16            |
| 2    | Dacia Chișinău    | 55   | 24 | 17 | 4 | 3  | 48 | 13 | +35  | Clasificado a la Primera ronda de la Liga Europa 2015-16 |
| 3    | Sheriff Tiraspol  | 55   | 24 | 17 | 4 | 3  | 56 | 16 | +40  | Clasificado a la Primera ronda de la Liga Europa 2015-16 |
| 4    | Tiraspol          | 44   | 24 | 14 | 2 | 8  | 49 | 28 | +21  | Disuelto                                                 |
| 5    | Saxan             | 30   | 24 | 8  | 6 | 10 | 20 | 30 | −10  | Clasificado a la Primera ronda de la Liga Europa 2015-16 |
| 6    | Zimbru Chișinău   | 27   | 24 | 7  | 6 | 11 | 23 | 19 | +4   |                                                          |
| 7    | Academia Chișinău | 17   | 24 | 5  | 2 | 17 | 18 | 47 | −29  |                                                          |
| 8    | Dinamo-Auto       | 14   | 24 | 4  | 2 | 18 | 23 | 63 | −40  |                                                          |
| 9    | Zaria Bălți       | 12   | 24 | 4  | 0 | 20 | 10 | 66 | −56  |                                                          |
| 10   | Veris Chișinău    | 0    | 0  | 0  | 0 | 0  | 0  | 0  | 0    | Retirado                                                 |
| 11   | Costuleni         | 0    | 0  | 0  | 0 | 0  | 0  | 0  | 0    | Retirado                                                 |

Actualizado a los partidos jugados el 20 de mayo de 2015.
 Fuente: Soccerway
Notas:
1. ↑  El Tiraspol se disolvió a final de temporada
2. ↑  El tiraspol se había clasificado para la Liga Europa 2015-16, pero se disolivió a final de temporada, su cupo pasó para el quinto clasificado el Saxan[1]
3. ↑  Veris Chișinău se retiró oficialmente de la liga el 5 de diciembre de 2014[2]
4. ↑  Costuleni se retiró oficialmente de la liga el 20 de noviembre de 2014[3]

## Tabla de resultados cruzados
| Local \ Visitante | ACA | DAC | DIN | MIL | SAX | SHE | TIR | ZAR | ZIM |
| ----------------- | --- | --- | --- | --- | --- | --- | --- | --- | --- |
| Academia Chișinău | —   | 0–1 | 2–0 | 1–1 | 0–1 | 0–3 | 0–3 | 5–2 | 0–2 |
| Dacia Chișinău    | 1–0 | —   | 2–0 | 2–0 | 0–0 | 3–2 | 1–2 | 3–0 | 0–0 |
| Dinamo-Auto       | 1–0 | 0–2 | —   | 0–5 | 0–3 | 1–2 | 0–1 | 4–0 | 0–3 |
| Milsami Orhei     | 1–0 | 3–0 | 6–0 | —   | 1–1 | 0–0 | 1–0 | 4–0 | 1–0 |
| Saxan             | 1–0 | 0–1 | 2–1 | 0–2 | —   | 1–1 | 2–0 | 1–0 | 0–0 |
| Sheriff Tiraspol  | 3–0 | 1–2 | 7–2 | 0–0 | 4–0 | —   | 2–1 | 4–0 | 3–0 |
| Tiraspol          | 3–1 | 0–0 | 8–1 | 1–2 | 4–0 | 2–4 | —   | 2–0 | 2–1 |
| Zaria Bălți       | 1–0 | 0–2 | 2–0 | 1–3 | 2–0 | 0–1 | 0–1 | —   | 0–1 |
| Zimbru Chișinău   | 0–1 | 0–1 | 2–0 | 0–2 | 0–0 | 0–1 | 3–1 | 6–0 | —   |

| Local \ Visitante | ACA | DAC | DIN | MIL | SAX | SHE | TIR | ZAR | ZIM |
| ----------------- | --- | --- | --- | --- | --- | --- | --- | --- | --- |
| Academia Chișinău | —   | —   | —   | 1–3 | 1–4 | 0–2 | —   | 3–0 | —   |
| Dacia Chișinău    | 8–1 | —   | 6–2 | —   | 3–0 | 0–0 | —   | —   | —   |
| Dinamo-Auto       | 1–1 | —   | —   | 1–2 | 4–1 | 0–1 | —   | —   | —   |
| Milsami Orhei     | —   | 2–1 | —   | —   | —   | —   | 1–2 | 5–0 | 2–1 |
| Saxan             | —   | —   | —   | 1–0 | —   | 0–1 | —   | 0–1 | 1–1 |
| Sheriff Tiraspol  | —   | —   | —   | 2–3 | —   | —   | 4–0 | 6–0 | 2–1 |
| Tiraspol          | 5–0 | 0–4 | 2–2 | —   | 3–1 | —   | —   | —   | —   |
| Zaria Bălți       | —   | 0–4 | 1–5 | —   | —   | —   | 0–4 | —   | 0–2 |
| Zimbru Chișinău   | 0–1 | 0–1 | 0–0 | —   | —   | —   | 0–0 | —   | —   |

## Máximos goleadores
| Posición | Jugador             | Equipo           | Goles |
| -------- | ------------------- | ---------------- | ----- |
| 1        | Ricardinho          | Sheriff Tiraspol | 19    |
| 2        | Gheroghe Boghiu     | Tiraspol         | 13    |
| 3        | Romeo Surdu         | Milsami Orhei    | 12    |
| 4        | Petru Leucă         | Dacia Chișinău   | 11    |
| 5        | Cristian Bud        | Milsami Orhei    | 9     |
| 6        | Juninho Potiguar    | Sheriff Tiraspol | 8     |
| 7        | Vadim Cemîrtan      | Dinamo-Auto      | 7     |
| 8        | Gheorghe Ovseanicov | Tiraspol         | 5     |
| 8        | Radu Gînsari        | Sheriff Tiraspol | 5     |
| 8        | Maxim Mihaliov      | Dinamo-Auto      | 5     |